# Steven Frayne
Steven Frayne (* 17. prosince 1982 Bradford, Spojené království), známý také pod přezdívkou Dynamo je britský karetní kouzelník. Mimo karetní kouzla předvádí také létání, nebo mentální kouzla jako čtení myšlenek. Trpí vážnou nemocí (Crohnova choroba). Jde o uznávaného člena Magic Circle.
Steven se naučil kouzlit od svého dědečka, ale umění kouzla dál rozvíjel. Také dělá hip hop, čímž se odpoutává od své rutiny. Od roku 2002 cestuje s kouzly po světě a na těchto cestách se také nová kouzla učí. Od roku 2011 má v TV pořad Dynamo: Magician Impossible, kde svá kouzla převádí na ulicích.